# Courtney Frerichs
Courtney Rose Frerichs (Barrington, 18 gennaio 1993) è una siepista statunitense, medaglia d'argento ai Giochi olimpici di Tokyo 2020 e ai Mondiali di Londra 2017.

## Palmarès
| Anno | Manifestazione  | Sede           | Evento       | Risultato | Prestazione | Note                                     |
| ---- | --------------- | -------------- | ------------ | --------- | ----------- | ---------------------------------------- |
| 2012 | Mondiali U20    | Barcellona     | 3000 m siepi | Batteria  | 10'35"06    |                                          |
| 2016 | Giochi olimpici | Rio de Janeiro | 3000 m siepi | 11ª       | 9'22"87     |                                          |
| 2017 | Mondiali        | Londra         | 3000 m siepi | Argento   | 9'03"77     | Miglior prestazione personale            |
| 2019 | Mondiali        | Doha           | 3000 m siepi | 6ª        | 9'11"27     |                                          |
| 2021 | Giochi olimpici | Tokyo          | 3000 m siepi | Argento   | 9'04"79     | Miglior prestazione personale stagionale |
| 2022 | Mondiali        | Eugene         | 3000 m siepi | 6ª        | 9'10"59     | Miglior prestazione personale stagionale |

## Altre competizioni internazionali
2018
- Argento in Coppa continentale ( Ostrava), 3000 m siepi - 9'15"22